# Wolfgang Klotz
Wolfgang Klotz född den 4 november 1951 i Torgau, Östtyskland, är en östtysk gymnast.
Han tog OS-brons i lagmångkampen i samband med de olympiska gymnastiktävlingarna 1972 i München.
Han återupprepade denna bedrift i samband med de olympiska gymnastiktävlingarna 1976 i Montréal.